# Bob Buzzard
Robert Gregory „Bob” Buzzard (ur. 9 grudnia 1942 w Waterloo w stanie Iowa) – amerykański zapaśnik walczący w stylu klasycznym. Olimpijczyk z Monachium 1972, gdzie odpadł w eliminacjach w kategorii 68 kg.
Odpadł w eliminacjach mistrzostw świata w 1969 roku.
Zawodnik Iowa State University, trener zapasów.